# Elipi
Elipi foi um antigo reino localizado no lado ocidental da cordilheira de Zagros (no moderno Irã), entre a Babilônia a oeste, Média no nordeste, Manai no norte e Elão no sul. Os habitantes de Elipi eram parentes próximos dos elamitas.
O período de maior desenvolvimento em Elipi foi entre os séculos IX e VII a.C., como é refletido na pesquisa arqueológica. A prosperidade do país vinha do controle de rotas comerciais. Eles também eram negociantes de gado.
Durante os séculos VIII e VII a.C. foi governado por uma dinastia iranizada. Dalta ou Talta, rei de Elipi, pagava tributos para o rei Sargão II da Assíria desde 714 a.C. Quando Dalta morreu, seus filhos Nibe, suportado por Elão, e Isparaba, apoiado por Sargão II, começaram uma guerra civil, com a vitória de Isparaba, se tornando o novo rei de Elipi.
Depois, Elipi foi acusado de estar envolvido na rebelião de Merodaque-Baladã II e foi fortemente punido em 702 a.C., pelo rei Senaqueribe da Assíria, que tomou Marubisti, a cidade capital. Durante o século VII a.C., Elipi sofreu invasões dos cimérios e em seguida desapareceu das fontes.